# 빔 용크
빌헬뮈스 마리아 "빔" 용크(네덜란드어: Wilhelmus Maria "Wim" Jonk ˈʋɪm ˈjɔŋk[*], 1966년 10월 12일 ~)는 네덜란드의 축구 선수 출신 축구 감독으로, 현재 에레디비시의 폴렌담에서 기술 고문을 맡고 있다.
현역 시절, 그는 중앙 미드필더로 아약스와 PSV에서 여러 차례 국내 대회 우승을 경험했다. 해외로 건너가 인테르나치오날레에서 1994년에 UEFA컵을 우승했고, 프리미어리그의 셰필드 웬즈데이에서도 활약했다.
그는 1992년부터 1999년까지 네덜란드 국가대표팀에서 활약하며 유로 1992와 1994년과 1998년 월드컵에 참가했고, 후자의 대회에서 4위의 성적을 거두었다.

## 클럽 경력
폴렌담 출신인 용크는 아마추어 구단 RKAV에서 축구를 시작해 1986년에 폴렌담에 입단했다. 골 결정력이 뛰어난 미드필더인 그는 소속 구단의 1987년 에레디비시 승격에 일조했다. 1988년 그는 아약스로 이적했다.
용크는 아약스에 빠르게 적응하여 선수단에 녹아들며 1년차에 6골을 기록했다. 그는 소속 구단의 1992년 UEFA컵 우승에 일조했는데, 토리노를 상대로 득점에 성공해 역전의 발판을 마련했다.
1993년, 그는 3년짜리 계약서에 서명하며 인테르나치오날레에 입단했다. 그는 같은 네덜란드인인 데니스 베르흐캄프와 재회했는데, 그도 같은 해 아약스에서 둥지를 옮겼었다. 그의 이적료는 £3.3M, 베르흐캄프의 이적료는 £7.1M에 상응했다. 그는 인테르나치오날레에서 2년을 보내며 54번의 경기에 출전해 8골을 기록했다. 그는 1994년에 UEFA컵 결승전에서 또다시 득점을 기록하며 대회 우승에 공헌했다.
베르흐캄프가 1994-95 시즌 끝에 아스널로 떠나면서 용크도 거의 30세가 되어서 기회가 줄어드는 것을 체감했고, PSV와 계약하며 네덜란드 무대로 복귀했다.
1998-99 시즌, 용크는 £2.5M에 셰필드 웬즈데이로 이적했는데, 그는 강등권 선수단의 주전을 맡았다. 그는 같은 국적의 야프 스탐과 아르튀르 뉘만의 활약상에 관심을 보이며 프리미어리그 이적 동기를 밝혔다. 그는 자주 부상을 당해 웬즈데이 지지자들이 그의 계약서에 출전 여부와 무관하게 1경기당 £7,500을 받는다는 조항에 불만을 표출했는데, 제 값을 못하고 부상으로 대부분 결장했다. 그는 마지막 계약 시즌인 2000-01 시즌에 사타구니 부상으로 거의 출전하지 못했지만, 2001년 5월에 현장에 복귀할 의사를 밝혔다.

## 국가대표팀 경력
용크는 3-2로 이긴 오스트리아와의 1992년 5월 27일 친선경기에서 리하르트 비츠셔와 교체되어 들어가 첫 네덜란드 국가대표팀 경기를 치렀다. 용크는 같은 해 유로 1992에서 국가대표팀 최종 명단에 이름을 올렸다. 그는 스코틀랜드와의 조별 리그 경기에 단 한 번 출전했는데, 용크는 54분에 얀 바우터르스와 교체되어 들어가 1-0 승리에 일조했다.
미국에서 벌어진 1994년 월드컵에서 용크는 딕 아드보카트의 네덜란드 국가대표팀 명단에 이름을 올렸다. 그는 사우디아라비아와의 조별 리그 경기에서 동점골을 기록해 2-1 승리를 견인했고, 아일랜드와의 16강전에서도 장거리 결승골을 기록했다.
PSV에서 활약하던 용크는 유로 1996에서 명단에 빠져 참가하지 못한 후 프랑스에서 열릴 1998년 월드컵을 앞두고 휘스 히딩크의 최종 명단에 이름을 올렸다. 그는 네덜란드가 출전한 총 7번의 경기 중 5번의 경기에 출전했고, 대회를 4위로 마감했다.
프랑크 레이카르트 감독이 1998년 월드컵 이후로 취임하면서, 용크는 1999년 8월 18일에 덴마크와의 친선경기에 1번 출전하는데 그쳤다. 그는 국가대표팀에서 7년 활약하면서 총 49번의 경기에 출전해 11골을 기록했다.

## 감독 경력

### 유소년부 총책임자
현역 은퇴 후, 용크는 NOS 스튜디오 스포츠의 축구 평론가로 활동한 후, 친정 구단 폴렌담에 복귀해 기술 이사진에서 활동했다. 이 직책을 맡은 용크는 개별 훈련가로 폴렌담의 1군과 2군을 지도했다.
2008년부터 2015년까지, 용크는 아약스에서 근무했다. 용크와 크라위프가 이사진과 크라위프 계획의 추진력이 1군에 부족한 점을 놓고 마찰을 빚으면서, 용크는 2015년 12월에 구단을 떠났고, 크라위프와 유소년부 다수의 인사들도 같이 사표를 제출했다.

### 크라위프 축구
용크와 요르디 크라위프는 암스테르담에 기반을 둔 국제 축구 기관 크라위프 축구의 공동 감독이자 총지휘를 맡아, 전설적인 요한 크라위프를 기리며 크라위프 계획을 이어나갔다.

### 폴렌담
2019년 4월 13일, 용크는 에이르스터 디비시의 폴렌담 감독으로 명명되었다. 3년 후, 그는 소속 구단을 13년 만에 1부 리그로 다시 올려놓았다. 2023년 6월 16일, 용크는 "축구 기술 고문"으로 이직했고, 그의 후임으로 수석 코치였던 마티아스 콜러가 감독으로 취임했다.

## 사생활
용과 그의 배우자 히나는 2001년부터 슬하에 두 명의 자식을 두었다. 그는 셰필드 웬즈데이 시절, 사우스 요크셔 주 도어에 거주했다. 용크는 천주교도이다. 다수의 네덜란드 국가대표팀 선수들 중 종교를 믿는 선수들이 몇 있지만, 오직 용크만 경기 도중 십자성호를 그었다.

## 감독 통계
2021년 2월 5일 기준
| 구단   | 취임           | 해임 | 기록 | 기록 | 기록 | 기록 | 기록 | 기록 | 기록 | 기록  |
| 구단   | 취임           | 해임 | 전   | 승   | 무   | 패   | 득   | 실   | 차   | 율    |
| ------ | -------------- | ---- | ---- | ---- | ---- | ---- | ---- | ---- | ---- | ----- |
| 폴렌담 | 2019년 7월 1일 | 현임 | 70   | 39   | 14   | 17   | 150  | 94   | +56  | 55.71 |
| 합계   | 합계           | 합계 | 70   | 39   | 14   | 17   | 150  | 94   | +56  | 55.71 |

## 수상
아약스
- 에레디비시: 1989–90
- KNVB 베커르: 1992–93
- UEFA컵: 1991–92

인테르나치오날레
- UEFA컵: 1993–94

PSV
- 에레디비시: 1996–97
- KNVB 베커르: 1995–96
- 요한 크라위프 스할: 1996, 1997, 1998